# Liste der Baudenkmäler in Theilenhofen
Auf dieser Seite sind die Baudenkmäler in der mittelfränkischen Gemeinde Theilenhofen zusammengestellt. Diese Tabelle ist eine Teilliste der Liste der Baudenkmäler in Bayern. Grundlage ist die Bayerische Denkmalliste, die auf Basis des Bayerischen Denkmalschutzgesetzes vom 1. Oktober 1973 erstmals erstellt wurde und seither durch das Bayerische Landesamt für Denkmalpflege geführt wird. Die folgenden Angaben ersetzen nicht die rechtsverbindliche Auskunft der Denkmalschutzbehörde.
 Diese Liste gibt den Fortschreibungsstand vom 3. Juli 2018 und enthält siebzehn Baudenkmäler.

## Baudenkmäler nach Gemeindeteilen

### Theilenhofen
| Lage                                                        | Objekt                                         | Beschreibung | Akten-Nr.              | Bild                  |
| ----------------------------------------------------------- | ---------------------------------------------- | --- | ---------------------- | --------------------- |
| Birkenweg 6 (Standort)                                      | Wohnteil des ehemaligen Wohnstallhauses        | Eingeschossiger, traufseitiger Massivbau mit steilem Satteldach, errichtet durch den Deutschen Orden, bezeichnet mit „1746“. | D-5-77-172-18          | BW                    |
| Gundelsheimer Straße 7 (Standort)                           | Wohnstallhaus                                  | Eingeschossiger, giebelständiger Steilsatteldachbau, frühes 19. Jahrhundert.                                                 | D-5-77-172-3           | BW                    |
| Hamperfeld, am östlichen Ortseingang (Standort)             | Ziehbrunnen mit hölzerner Hebekonstruktion     | Wohl mittelalterlich, mehrfach erneuert.                                                                                     | D-5-77-172-7           | BW                    |
| Hauptstraße 26 (Standort)                                   | Ehemaliges Gasthaus                            | Zweigeschossiger, giebelständiger Satteldachbau, Gaststube mit Holzbalkendecke, Mitte 18. Jahrhundert.                       | D-5-77-172-4           | BW                    |
| Hauptstraße 29 (Standort)                                   | Ehemaliges Schulhaus                           | Zweigeschossiger Zeltdachbau, kubische Gebäudeform mit Ecklisenen und klassizistischen Elementen, 1889.                      | D-5-77-172-6           | Ehemaliges Schulhaus  |
| Hauptstraße 32 (Standort)                                   | Ehemaliges Bauernhaus                          | Eingeschossiger traufständiger Satteldachbau, im Kern wohl 18. Jahrhundert, Umbau bezeichnet mit „1864“.                     | D-5-77-172-5           | Ehemaliges Bauernhaus |
| Hirtenstraßäcker, an der Straße nach Wachenhofen (Standort) | Steinkreuz                                     | Mittelalterlich. | D-5-77-172-1           | weitere Bilder        |
| Kirchenweg 1 (Standort)                                     | Evangelisch-lutherische Pfarrkirche St. Agatha | Chorturmkirche, Turm 1423, angeblich auf römischem Wachturm-Rest, mit Spitzhelm, Langhaus 1722; mit Ausstattung.             | D-5-77-172-2           | weitere Bilder        |
| Kirchenweg 1 (Standort)                                     | Kirchhofmauer des alten Teils des Kirchhofes   | Mittelalterlich, in den unteren Teilen angeblich römische Quader verwendet.                                                  | D-5-77-172-2 zugehörig | BW                    |
| Kirchenweg 1, im Kirchhof (Standort)                        | Grabdenkmal                                    | 1799, Pyramidenstumpf auf Sockel, 2,50 Meter.                                                                                | D-5-77-172-2 zugehörig | Grabdenkmal           |

### Dornhausen
| Lage                                              | Objekt                                   | Beschreibung | Akten-Nr.               | Bild                                     |
| ------------------------------------------------- | ---------------------------------------- | --- | ----------------------- | ---------------------------------------- |
| Kirchenstraße 7 (Standort)                        | Ehemaliges Pfarrhaus                     | Zweigeschossiger Satteldachbau, Bruchstein, teilweise Fachwerk verputzt, im Innenbau freiliegendes Fachwerk, 1713.                                                                         | D-5-77-172-9            | BW                                       |
| Kirchenstraße 7, nördlich anschließend (Standort) | Ehemaliges Waschhaus                     | Eingeschossiger kleiner Satteldachbau, Bruchsteinmauerwerk, wohl zweite Hälfte 18. Jahrhundert.                                                                                            | D-5-77-172-9 zugehörig  | BW                                       |
| Kirchenstraße 13 (Standort)                       | Ehemaliges Schulhaus                     | Zweigeschossiger Walmdachbau, 1834. Ehemalige Scheune mit Walmdach, frühes 19. Jahrhundert                                                                                                 | D-5-77-172-10           | BW                                       |
| Kirchenstraße 13 (Standort)                       | Ehemalige Scheune mit Walmdach           | Frühes 19. Jahrhundert. | D-5-77-172-10 zugehörig | BW                                       |
| Kirchenstraße 15 (Standort)                       | Evangelisch-lutherische Kirche St. Georg | Saalkirche mit Ostturm, Turmuntergeschoss 1451, Obergeschoss 1733, Langhaus von Johann David Steingruber 1741, verlängert 1795, mit teils rustizierter Lisenengliederung; mit Ausstattung. | D-5-77-172-8            | Evangelisch-lutherische Kirche St. Georg |
| Kirchenstraße 15; Nähe Kirchenstraße (Standort)   | Kirchhofmauer                            | 1747. | D-5-77-172-8 zugehörig  | BW                                       |

### Gundelsheim an der Altmühl
| Lage                        | Objekt                                               | Beschreibung | Akten-Nr.               | Bild                                                 |
| --------------------------- | ---------------------------------------------------- | --- | ----------------------- | ---------------------------------------------------- |
| Burgstraße 4 (Standort)     | Pfarrhaus                                            | Zweigeschossiger giebelständiger Satteldachbau, Anfang 19. Jahrhundert. | D-5-77-172-13           | BW                                                   |
| Burgstraße 4 (Standort)     | Pfarrscheune                                         | Teilweise Fachwerk, mit Halbwalmdach, 18. Jahrhundert. | D-5-77-172-13 zugehörig | BW                                                   |
| Burgstraße 4 (Standort)     | Ehemalige Pfarrstallungen                            | Zweigeschossiger Satteldachbau, 1840. | D-5-77-172-13 zugehörig | BW                                                   |
| Burgstraße 5 (Standort)     | Bauernhaus                                           | Zweigeschossiger Satteldachbau, frühes 19. Jahrhundert. | D-5-77-172-14           | BW                                                   |
| Kreisstraße 3 (Standort)    | Evangelisch-lutherische Pfarrkirche St. Bartholomäus | Chorturmkirche, Turm mittelalterlich, Langhaus neuromanisch 1905/08; mit Ausstattung. | D-5-77-172-11           | Evangelisch-lutherische Pfarrkirche St. Bartholomäus |
| Kreisstraße 3 (Standort)    | Friedhof mit Friedhofsmauer                          | Mittelalterlich, zum Teil aus Steinquadern der um 1340 zerstörten staufischen Burg. | D-5-77-172-11 zugehörig | Friedhof mit Friedhofsmauer                          |
| Nähe Kreisstraße (Standort) | Ehemaliges Beinhaus (Karner) im Zug der Mauer        | Älteste Teile romanisch, Ostpartie verbaut durch modernen Schuppen; mit zwei eingelassenen Grabsteinen, westlich (mit Sterbedatum 1883) und nördlich (mit Sterbedatum 1853) sowie Grabstätte Stöhr samt Eisengitter, um 1900. | D-5-77-172-11 zugehörig | BW                                                   |

### Wachstein
| Lage                      | Objekt                                               | Beschreibung | Akten-Nr.               | Bild                                             |
| ------------------------- | ---------------------------------------------------- | --- | ----------------------- | ------------------------------------------------ |
| Dorfstraße 16 (Standort)  | Bauernhaus eines Dreiseithofes                       | Zweigeschossiger Satteldachbau, um Mitte 19. Jahrhundert, 1899 aufgestockt, bezeichnet mit „1899“.                         | D-5-77-172-16           | BW                                               |
| Lindenstraße 2 (Standort) | Wohnstallhaus                                        | Eingeschossiger Satteldachbau, Mitte 19. Jahrhundert.                                                                      | D-5-77-172-17           | BW                                               |
| Pfarrgasse 2 (Standort)   | Evangelisch-lutherische Filialkirche St. Michael     | Chorturmkirche, Turm mit Spitzhelm, 1907/08 an Stelle eines Vorgängerbaus des 15. Jahrhunderts errichtet; mit Ausstattung. | D-5-77-172-15           | Evangelisch-lutherische Filialkirche St. Michael |
| Pfarrgasse 2 (Standort)   | Kirchhofmauer mit Grabdenkmal in Art eines Obelisken | 19. Jahrhundert. | D-5-77-172-15 zugehörig | BW                                               |